# 大自然不足症

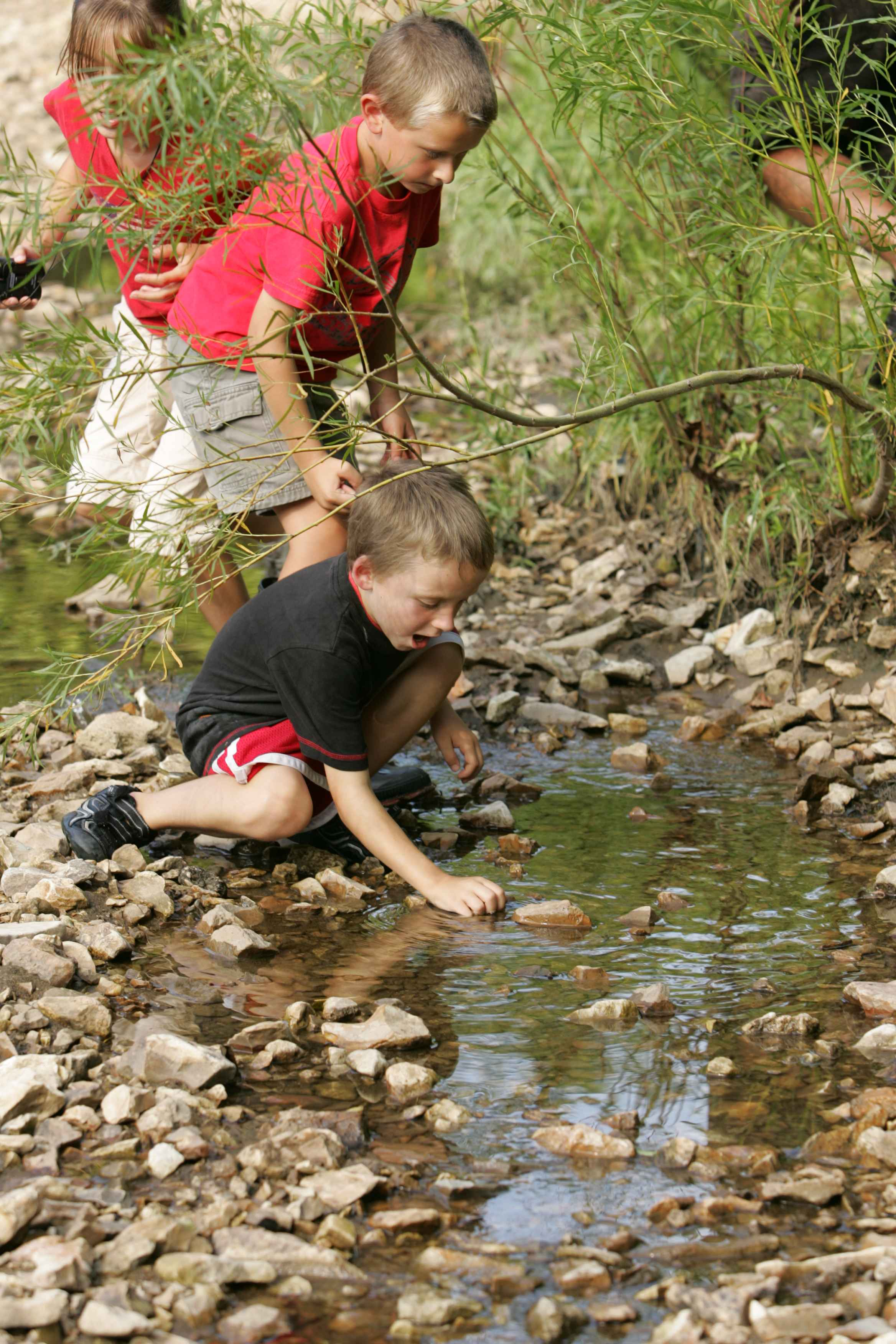
兒童在溪流中玩耍

大自然不足症（Nature-deficit disorder）是認為人們（特別是兒童）較少時間接觸大自然，而且認為這會引起許多行為問題的概念。在有關心理疾病的相關醫學手冊中（如ICD-10、DSM-5）都未將這情形列為症狀或疾病。理察·洛夫曾提到：「大自然不足症不是醫學上的診斷，只是說明人類遠離自然界之後產生的成本。」。
洛夫認為此現象的原因是因為父母對自然界的恐懼、限制兒童接觸大自然，以及電子產品對兒童的誘惑。近來的研究發現美国國家公園兒童遊客人數的減少，以及兒童接觸電子媒體的時間增加，形成顯著對比。
有些有關此概念的批評，有學者認為此概念本身有誤解，反而讓模糊了兒童為何不花時間在戶外，以及接觸大自然的根本問題，也無法針對問題正確的處理。

## 延伸閱讀
- Louv, Richard. (2011) The Nature Principle: Human Restoration and the End of Nature-Deficit Disorder. Algonquin Books|Algonquin Books. 303pp.
- Louv, Richard.  (2005)  Last Child in the Woods: Saving Our Children from Nature-Deficit Disorder (Paperback edition).  Algonquin Books.  335pp.
- Louv, Richard, Web of Life: Weaving the Values That Sustain Us.

## 外部連結
- Richard Louv's website（页面存档备份，存于）
- Children & Nature Network（页面存档备份，存于）
- Nature Rocks（页面存档备份，存于）, initiative by Richard Louv and Children & Nature Network to inspire and empower parents to connect children to nature